# Vatrozid
U računarstvu, vatrozid (engl. firewall) ili sigurnosna zaštitna stijena mrežni je uređaj čija je namjena filtriranje prometa računalne mreže tako da se stvori sigurnosna zona. Program koji želi pristupiti Internetu treba imati dopuštenje od vatrozida. Obično se kombiniraju usmjernici i vatrozidi kao jedan uređaj, ili se kaskadiraju: unutarnja (osigurana) mreža – vatrozid – usmjernik – vanjska mreža.
Vatrozid može biti programski i sklopovski. Sa širokom i stalnom dostupnošću Interneta postali su popularni osobni sigurnosni vatrozidi koji štite jedno računalo od upada zlonamjernih osoba, dok je posebno računalo koje radi samo kao vatrozid i usmjernik uglavnom rješenje koje se primjenjuje kad se štiti više od jednog računala. Sklopovska sigurnosna stijena je također računalo, ali obično bez tvrdog diska i grafičke kartice; sastoji se obično od procesora, memorije i EPROMaa (sabirnice, mrežni/paralelni portovi se podrazumijevaju).
Danas ih klasificiramo u 4 grupe, prema razini modela OSI na kojoj djeluju:
1. filtriranje paketa
2. vatrozidi na transportnom sloju
3. vatrozidi na aplikacijskom sloju (proxies)
4. vatrozidi s višeslojnim ispitivanjem paketa.

Jedan od poznatih poftverskih vatrozida je ZoneAlarm, koji ima besplatnu i komercijalnu verziju. Pojedini antivirusni programi također imaju ugrađen vatrozid.

## Vidjeti također
- Računalna sigurnost